# Jewgeni Waganowitsch Petrossjan
Jewgeni Waganowitsch Petrossjan (russisch Евгений Ваганович Петросян; * 16. September 1945 in Baku, Aserbaidschanische SSR, Sowjetunion) ist einer der größten russischen Komiker und einer der bekanntesten aus Zeiten der ehemaligen UdSSR.

## Leben
Der Sohn des armenischen Mathematikers Wagan Mironowitsch Petrossjan (Ваган Миронович, 1903–1962) und Bella Grigorjewna (Белла Григорьевна, 1910–1967), die jüdischer Herkunft war, betätigte sich bereits in jungen Jahren im Amateurtheater und trat in Clubs und Kulturhäusern auf. Dort las er unter anderem Gedichte und Fabeln vor, spielte Sketche und führte als Conférencier durch Konzerte. Die Schule schloss er 1961 ab, zog nach Moskau und fing an, professionell aufzutreten. Zwischen 1969 und 1989 arbeitete Petrossjan als Conférencier im Staatlichen Orchester der RSFSR. Zudem trat er mit verschiedenen anderen Komikern bei Bühnenshows und in Fernsehsendungen auf. Ab 1994 moderierte Petrossjan auf dem staatlichen Ersten Kanal die wöchentliche Sendung Smechopanorama (russisch Смехопанорама; Lach-Panorama). Zwischen 2002 und 2005 war er Autor der Sendung Schutka sa schutkoi (russisch Шутка за шуткой; Witz auf Witz), ebenfalls auf Perwy kanal (ORT).

## Kontroverse
Am 17. September 2005 protestierte eine Menschenmenge, bestehend aus Erstsemester-Studenten der Lomonossow-Universität, angehenden Juristen der privaten Moskauer Universität für Geisteswissenschaften und vorbeigehenden Jugendlichen auf dem Slawischen Platz in Moskau und forderte die Absetzung seiner Sendungen Anschlag (Аншлаг) und Smechopanorama sowie ihr Ersetzen durch Dokumentarfilme. Ihr Protest richte sich nicht gegen Petrossjan persönlich, sondern gegen die Sendungen an sich, „da aufgrund des Mangels an Auswahl viele Menschen nicht ahnten, dass es auch Humor anderer Qualität gebe“.
Petrossjan sorgte in westlichen Medien für Aufsehen, nachdem er bei einer Neujahrsfeier 2023 offen den Russischen Überfall auf die Ukraine unterstützt hat. Er behauptete, der Westen habe versucht, Russland zu zerstören und erklärte: „Ob es euch gefällt oder nicht: Russland expandiert“.